# Jaguar F-Pace
O Jaguar F-Pace é um veículo SUV produzido pela Jaguar Cars, lançado em 2016, sendo o primeiro veículo da montadora nessa classe, o carro compartilha boa parte de sua mecânica com o Jaguar XE.